# Kapitał społeczny
Kapitał społeczny – termin z pogranicza ekonomii i socjologii, oznaczający kapitał (jako element procesu produkcji i życia w zorganizowanym społeczeństwie), którego wartość opiera się na wzajemnych relacjach społecznych i zaufaniu jednostek, które dzięki niemu mogą osiągać więcej korzyści (z ekonomicznego i społecznego punktu widzenia). Uważa się, że istnieje pozytywny związek między wysokim poziomem kapitału społecznego a produktywnością gospodarki.
Termin został wprowadzony w sposób systematyczny do literatury socjologicznej w latach 70. XX wieku przez Pierre’a Bourdieu, a następnie rozpowszechniony przez Jamesa Colemana. Oba nazwiska związane są jednocześnie z dwiema odmiennymi szkołami rozumienia i definiowania tego pojęcia. Ze względu na funkcjonowanie odmiennych tradycji definiowania kapitału społecznego w literaturze podejmuje się próby odróżnienia podstawowych pojęć, tj. kapitał ludzki (tożsamość, cechy jednostkowe), kapitał społeczny (właściwości struktury społecznej, tworzony przez mechanizmy kulturowe jak np. tradycja i religia) i kapitał kulturowy (właściwości struktury kulturowej, normy i wartości z kultury grupy reprezentowanej przez jednostki).

## Podejście Colemana i Putnama
Szkołę Colemana reprezentuje przede wszystkim Robert Putnam, który spopularyzował termin w takich swoich pracach jak „Demokracja w działaniu. Tradycje obywatelskie we współczesnych Włoszech” czy też Samotna gra w kręgle. Upadek i odrodzenie wspólnot lokalnych w Stanach Zjednoczonych (1995/2008). W pierwszej z omawianych prac poświęconej tradycjom społeczeństwa obywatelskiego we Włoszech Putnam podaje następująca pośrednią definicję:
Kapitał społeczny odnosi się tu do takich cech organizacji społeczeństwa, jak zaufanie, normy i powiązania, które mogą zwiększyć sprawność społeczeństwa, ułatwiając skoordynowane działania: „Tak jak i inne postaci kapitału, kapitał społeczny jest produktywny, umożliwia bowiem osiągnięcie pewnych celów, których nie dałoby się osiągnąć, gdyby go zabrakło [...] Na przykład grupa, której członkowie wykazują, że są godni zaufania i ufają innym będzie w stanie osiągnąć znacznie więcej niż porównywalna grupa, w której brak jest zaufania [...] We wspólnocie rolników [...], w której rolnikowi inni pomagają ułożyć w stogach siano i gdzie narzędzia są powszechnie pożyczane, kapitał społeczny pozwala każdemu z farmerów na wykonywanie swojej pracy z mniejszym nakładem kapitału fizycznego w formie narzędzi i wyposażenia”. Spontaniczna współpraca jest łatwiejsza dzięki społecznemu kapitałowi.
Innymi słowy, w rozumieniu Putnama, kapitał społeczny oznacza ogół norm, sieci wzajemnego zaufania, lojalności, poziomych sieci zależności w danej grupie społecznej. Znanym kontynuatorem tej szkoły definiowania kapitału społecznego jest Francis Fukuyama, według którego w odniesieniu do społeczeństwa, kapitał społeczny oznacza umiejętność współpracy międzyludzkiej w obrębie grup i organizacji w celu realizacji własnych interesów. Warto podkreślić, że w tym paradygmacie kapitał społeczny jest niezbędnym elementem społeczeństwa obywatelskiego. Jak pisze Putnam: „przez analogię z pojęciami kapitału fizycznego i kapitału ludzkiego – narzędzi i umiejętności, które podnoszą indywidualną produktywność – centralną ideą teorii kapitału społecznego jest to, że sieci społeczne mają wartość”.
Pojęcie kapitału społecznego po spopularyzowaniu go przez Putnama stało się częstym elementem studiów nad pozaekonomicznymi źródłami i uwarunkowaniami rozwoju gospodarczego. Przykładem zainteresowania się nim przez instytucje rządowe i pozarządowe są studia nad zasobami kapitału społecznego prowadzone przez Bank Światowy.

## Podejście Bourdieu
W nieco odmiennym rozumieniu Pierre’a Bourdieu, kapitał społeczny definiowany jest jako:
zbiór rzeczywistych i potencjalnych zasobów, jakie związane są z posiadaniem trwałej sieci mniej lub bardziej zinstytucjonalizowanych związków wspartych na wzajemnej znajomości i uznaniu – lub inaczej mówiąc – z członkostwem w grupie – która dostarcza każdemu ze swych członków wsparcia w postaci kapitału posiadanego przez kolektyw, wiarygodności, która daje im dostęp do kredytu w najszerszym sensie tego słowa.
Warto zwrócić uwagę na następujące cechy specyficzne definicji Bourdieu, które odróżniają ją od sposobu definiowana kapitału społecznego przez Colemana czy Putnama:
- Nie jest on wartością samą w sobie, a jego wartość ostateczną mierzy się sumą innych kapitałów i władzy jaką można za jego pośrednictwem zmobilizować.
- Zdefiniowany jest z punktu widzenia jednostki, a nie całej społeczności, tak jak u Putnama. Dla Putnama zasadniczo wszyscy członkowie społeczności mają równy dostęp do jej kapitału społecznego, którego zasadniczym elementem jest wzajemne zaufanie.
- Nie jest on jednoznacznie pozytywnym zasobem z punktu widzenia szerszej społeczności, ponieważ posiadające go jednostki mogą go wykorzystywać w różny, nie zawsze zgodny z interesami zbiorowymi czy też interesami innych jednostek sposób.
- Przy jego pomocy opisywać można istnienie nierówności społecznych, w szczególności nieoczywistych i nieformalnych sieci zależności.
- W ujęciu Bourdieu kapitał społeczny funkcjonuje w systemie obejmującym oprócz niego kapitał ekonomiczny i kapitał kulturowy. Wszystkie trzy typy kapitału podlegają ciągłej wymianie. Jej zasady określają podstawowe cechy danego pola.
- Kapitał polityczny (w szczególności w formie członkostwa w partiach politycznych) rozumiany jest przez Bourdieu jako forma kapitału społecznego.
- Klasycznym przykładem zinstytucjonalizowanej formy kapitału społecznego cytowanym przez Bourdieu są tytuły szlacheckie.

## Typy kapitału społecznego
W późniejszych pracach Putnam wprowadził rozróżnienie pomiędzy kapitałem społecznym wiążącym (bonding) i pomostowym (bridging). Ten pierwszy dotyczy więzi pomiędzy członkami jednej grupy społecznej, ten drugi odnosi się do sieci pomiędzy osobami należącymi do różnych społeczności.
Jak pokazał to np. socjolog Alejandro Portes, zbyt silne więzi kapitału społecznego, w szczególności w jego formie wiążącej, mogą mieć szereg negatywnych skutków obejmujących m.in. wykluczanie osób nie należących do grupy, stosowanie przez grupę przymusu i ograniczenie swobody osób funkcjonujących w jej sieci kapitału społecznego. Są to formy tzw. negatywnego kapitału społecznego na bazie którego funkcjonują m.in. takie szkodliwe społecznie organizacje jak mafie.
Jak przyjmuje większość teoretyków kapitału społecznego w przeciwieństwie do kapitału finansowego, kapitał społeczny nie ulega zmniejszeniu w czasie użytkowania, lecz przeciwnie – pomnożeniu. Można wyróżnić również istnienie religijnego kapitału społecznego.
W literaturze wskazuje się także na szereg innych kryteriów podziału typów kapitału społecznego jako zasobu. Kapitał społeczny może być wyróżniany ze względu na: poziom analizy socjologicznej i/lub ośrodek jego koncentracji (jednostki lub gospodarstwa domowe, grupy społeczne lub środowiska lokalne, instytucje lub kraje); ekonomiczny rodzaj dobra (dobro prywatne, dobro klubowe lub dobro publiczne); charakter efektów zewnętrznych (przynoszący negatywne lub pozytywne efekty); cele dysponenta (zorientowany na realizację celów partykularnych lub na realizację dobra wspólnego); siłę, ekskluzywność i częstotliwość kontaktów w istniejących powiązaniach (oparty na silnych powiązaniach i częstych kontaktach lub oparty na słabych powiązaniach i sporadycznych kontaktach); promień zaufania między osobami (od zaufania ograniczonego do najbliższej rodziny do zaufania zgeneralizowanego); stopień formalizacji (nieformalny lub formalny); oraz sferę, w której objawia się kapitał społeczny (prywatny/rodzinny lub obywatelski/w sferze publicznej).